# Pterolophia minima
Pterolophia minima là một loài bọ cánh cứng trong họ Cerambycidae.